# Ciclismo nos Jogos Olímpicos de Verão de 2012 - Cross-country feminino
A prova de cross-country feminino do ciclismo nos Jogos Olímpicos de Verão de 2012 foi disputada em 11 de agosto no circuito montando em Hadleigh Farm.

## Calendário
Horário local (UTC+1)
| Dia          | Horário | Fase  |
| ------------ | ------- | ----- |
| 11 de agosto | 12:30   | Final |

## Medalhistas
| Ouro   | FRA Julie Bresset |
| Prata  | GER Sabine Spitz  |
| Bronze | USA Georgia Gould |

## Resultados

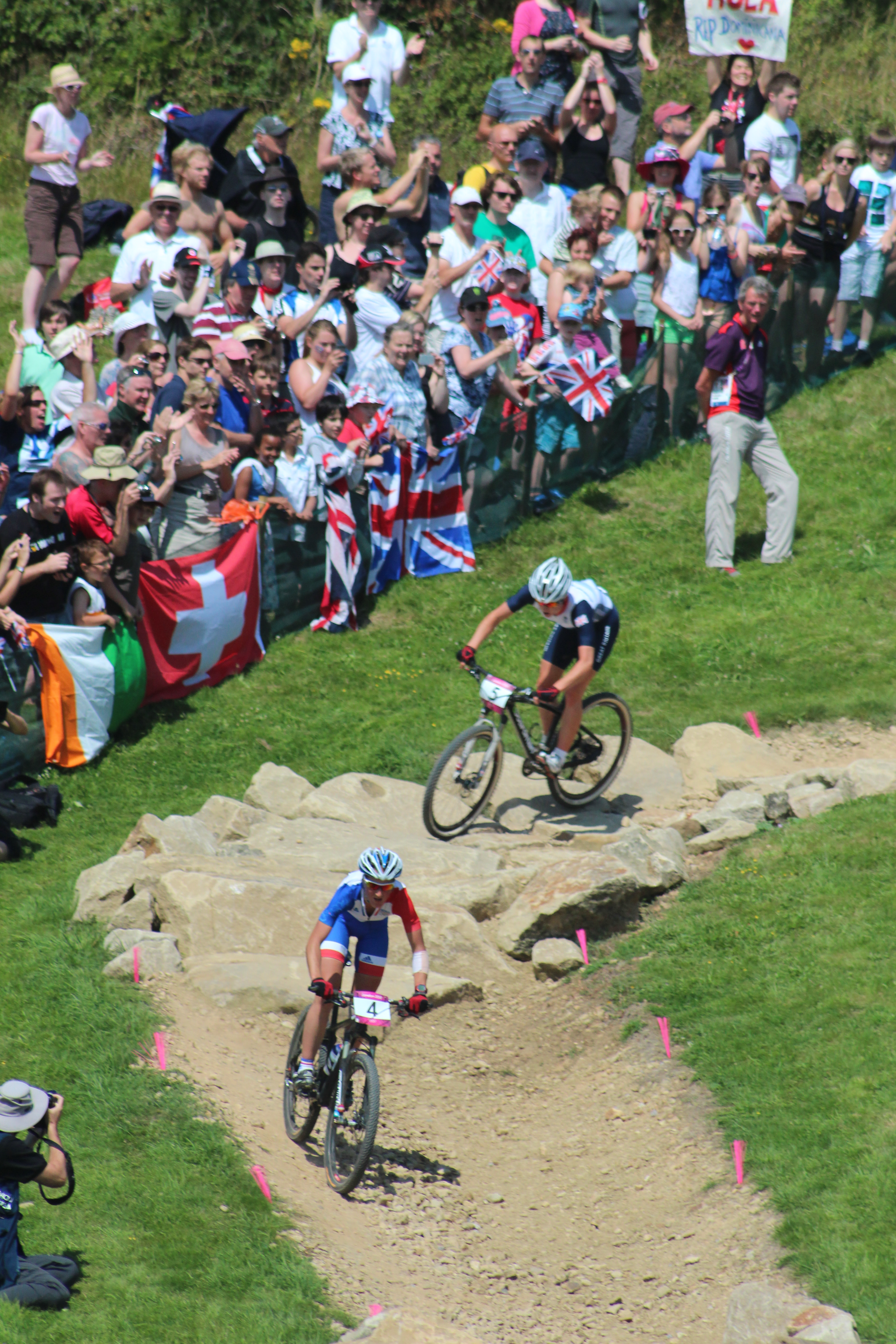
A eventual campeã Julie Bresset seguida por Annie Last durante a prova.

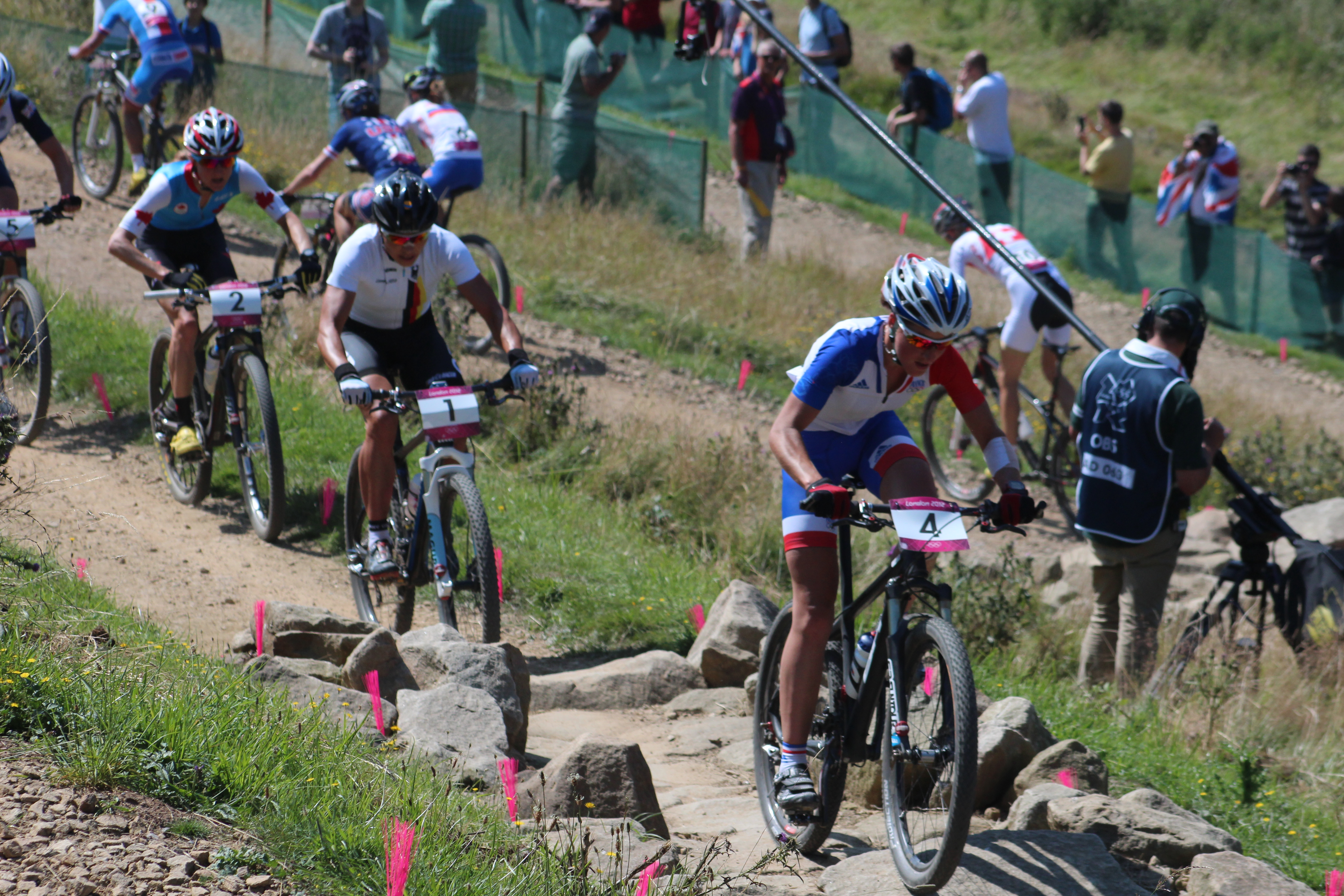
Ciclistas em um dos trechos do percurso de mountain bike.

Trinta ciclistas iniciaram o percurso, sendo que 28 delas completaram a prova.
| Pos.              | Ciclista                   | Tempo   |
| ----------------- | -------------------------- | ------- |
| Medalha de ouro   | FRA Julie Bresset          | 1:30:52 |
| Medalha de prata  | GER Sabine Spitz           | 1:31:54 |
| Medalha de bronze | USA Georgia Gould          | 1:32:00 |
| 4                 | RUS Irina Kalentieva       | 1:32:33 |
| 5                 | SUI Esther Süss            | 1:32:46 |
| 6                 | SWE Alexandra Engen        | 1:33:08 |
| 7                 | POL Aleksandra Dawidowicz  | 1:33:20 |
| 8                 | GBR Annie Last             | 1:33:47 |
| 9                 | CAN Catharine Pendrel      | 1:34:28 |
| 10                | SLO Tanja Žakelj           | 1:34:41 |
| 11                | USA Lea Davison            | 1:35:14 |
| 12                | CHN Shi Qinglan            | 1:35:28 |
| 13                | UKR Yana Belomoyna         | 1:35:46 |
| 14                | CZE Kateřina Nash          | 1:36:22 |
| 15                | AUT Elisabeth Osl          | 1:36:47 |
| 16                | GER Adelheid Morath        | 1:37:17 |
| 17                | ITA Eva Lechner            | 1:37:36 |
| 18                | NZL Karen Hanlen           | 1:37:54 |
| 19                | SUI Katrin Leumann         | 1:38:23 |
| 20                | JPN Rie Katayama           | 1:38:26 |
| 21                | SVK Janka Števková         | 1:39:05 |
| 22                | POL Paula Gorycka          | 1:39:18 |
| 23                | SLO Blaža Klemenčič        | 1:39:42 |
| 24                | CAN Emily Batty            | 1:40:37 |
| 25                | AUS Rebecca Henderson      | 1:41:35 |
| 26                | FRA Pauline Ferrand-Prevot | 1:42:21 |
| 27                | HUN Barbara Benkó          | 1:43:24 |
| 28                | RSA Candice Neethling      | 1:45:03 |
| –                 | NOR Gunn-Rita Dahle Flesjå | DNF     |
| –                 | COL Laura Abril            | DNF     |